# The Movement
The Movement – drugi album studyjny amerykańskiego rapera nagrywającego pod pseudonimem Inspectah Deck, wydany 10 czerwca 2003 roku nakładem wytwórni  Koch Records. Za muzykę na płycie odpowiadają Phantom of the Beats, Ayatollah, Falling Down i Arabian Knight. W przeciwieństwie do poprzedniego albumu, na The Manifesto nie pojawił się żaden członek Wu-Tang Clan, macierzystej grupy artysty. Gościnnie pojawili się natomiast Kool G Rap, Streetlife oraz Killa Sin z Killarmy i Mojehan.
Wydawnictwo zadebiutowało na 137. miejscu Billboard 200 oraz 29. miejscu notowania Top R&B/Hip-Hop Albums.

## Lista utworów
| Nr  | Tytuł utworu                            | Producent            | Długość |
| --- | --------------------------------------- | -------------------- | ------- |
| 1.  | „Intro (The Movement)”                  |                      | 0:49    |
| 2.  | „City High”                             | Phantom of the Beats | 3:18    |
| 3.  | „That Shit”                             | Phantom of the Beats | 4:03    |
| 4.  | „Get Right”                             | Phantom of the Beats | 3:44    |
| 5.  | „The Movement”                          | Ayatollah            | 3:56    |
| 6.  | „Who Got It”                            | Ayatollah            | 4:08    |
| 7.  | „It's Like That”                        | Arabian Knight       | 3:25    |
| 8.  | „Shorty Right There” (gośc. Streetlife) | Ayatollah            | 2:59    |
| 9.  | „U Wanna Be”                            | Phantom of the Beats | 4:30    |
| 10. | „Framed” (gośc. Kool G Rap i Killa Sin) | Phantom of the Beats | 2:51    |
| 11. | „Bumpin' and Grindin”                   | Phantom of the Beats | 4:05    |
| 12. | „Vendetta”                              | Ayatollah            | 3:37    |
| 13. | „The Stereotype”                        | Ayatollah            | 3:55    |
| 14. | „That Nigga”                            | Ayatollah            | 3:50    |
| 15. | „Big City”                              | Phantom of the Beats | 3:34    |
| 16. | „Cradle to the Grave” (gośc. Mojehan)   | Falling Down         | 5:57    |
|     |                                         |                      | 58:41   |

Wykorzystane sample
Informacje na temat wykorzystanych sampli opracowano na podstawie strony WhoSampled.
- W utworze „City High” wykorzystano fragment utworu „City of Brotherly Love” w wykonaniu grupy Soul Survivors.
- W utworze „That Shit” zinterpolowano utwór „Mirrorgate - Southern Oracle” skomponowanego przez Klausa Doldingera.
- W utworze „The Movement” wykorzystano fragment utworu „Long Red” w wykonaniu grupy Mountain.
- W utworze „The Stereotype” wykorzystano fragment utworu „Evil Ways” w wykonaniu Stanleya Turrentine'a.
- W utworze „That Nigga” wykorzystano fragment utworu „Lazy Susan” w wykonaniu grupy The Spinners.